# 隼人道路

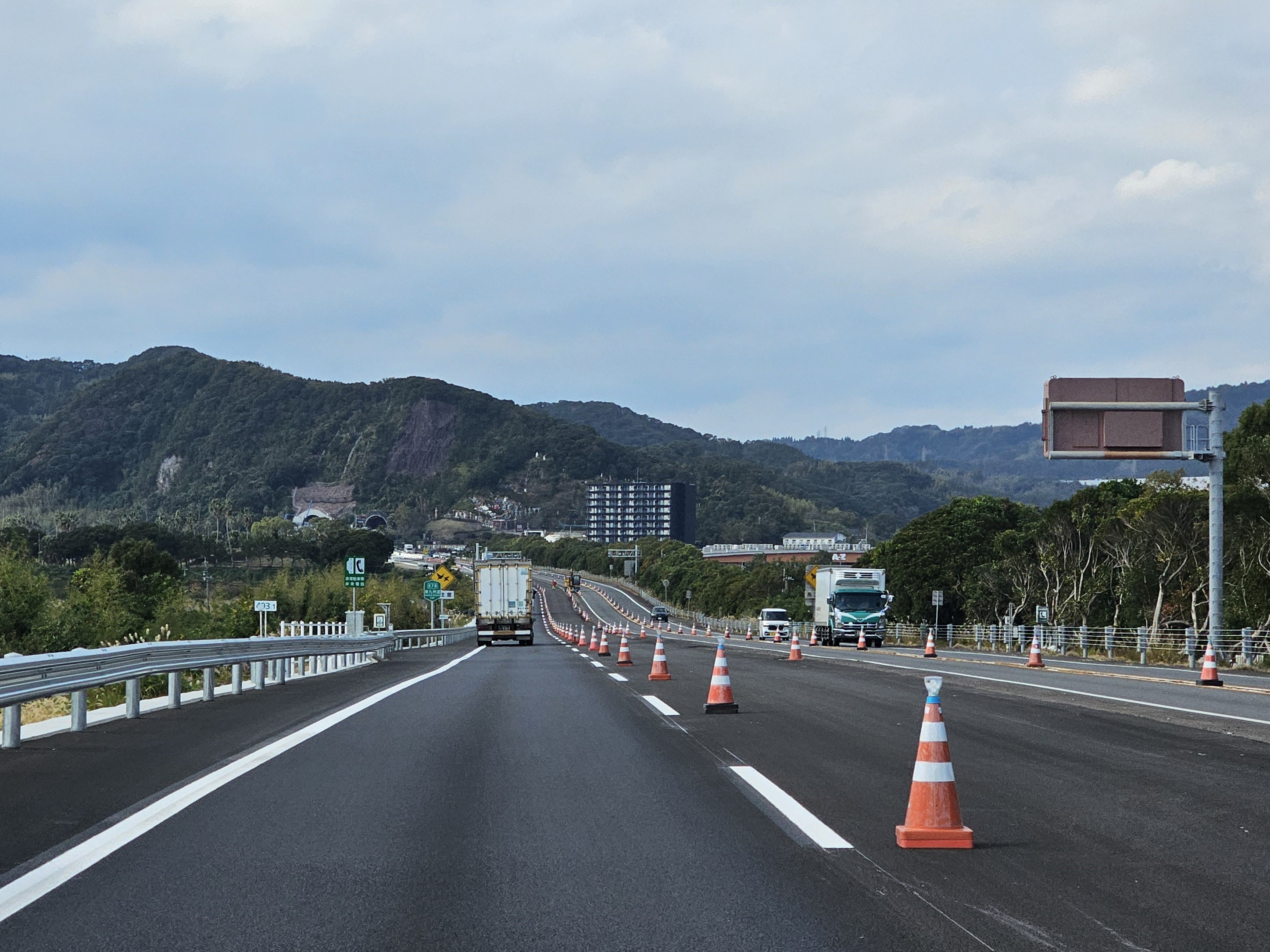
隼人東IC - 隼人西IC間（鹿児島県霧島市、2024年12月撮影）

隼人道路（はやとどうろ）は、鹿児島県霧島市の隼人東ICから同県姶良市の加治木JCTに至る国道10号バイパスである。
全線が高速自動車国道である東九州自動車道に並行する一般国道自動車専用道路（A'路線）である。道路利用者へ向けた案内標識には道路境界の標識を除き「東九州自動車道」と表示されている。道路管理者は西日本高速道路である。
1992年に暫定2車線で開通。2018年（平成30年）度より全線で4車線化工事に着手し、2025年6月に完了した。

## 概要
1992年（平成4年）3月25日に姶良郡隼人町から姶良郡加治木町までを結ぶ国道10号バイパスとして暫定2車線で供用開始した。
2018年（平成30年）3月16日に開かれた道路分科会第16回事業評価部会の資料にて隼人道路について以下の問題があると挙げられており、また全線で速度低下が発生していることから4車線化が必要とされた。
- 交通集中等によるサービス水準の低下（計画交通量：約12,100台/日に対して最大交通量：約20,000台/日）
- 反対車線への突破事故の発生
- 夜間工事による通行止めの発生

2018年（平成30年）3月29日、国土交通省が西日本高速道路に対して隼人道路全線の車線数の増の事業許可を行った旨を発表。道路管理者である西日本高速道路は4車線化工事に着手している。2022年（令和4年）11月に隼人西IC - 加治木IC間の4車線化が完了し、残る隼人東IC - 隼人西ICについても2025年（令和7年）6月15日に4車線化が完了した。

### 路線情報
- 起点 - 鹿児島県霧島市隼人町住吉
- 終点 - 鹿児島県姶良市加治木町反土
- 全長 - 7.3 km
- 道路規格 - 第1種第3級
- 道路幅員
- 車線数 - 暫定2車線
- 車線幅員 - 3.5 m
- 設計速度 - 80 km/h
- 最高速度 - 80 km/h[1]

## 接続する高速道路
- E78 東九州自動車道（隼人東ICで直結）
- E3 九州自動車道（加治木JCTで接続）

## 歴史

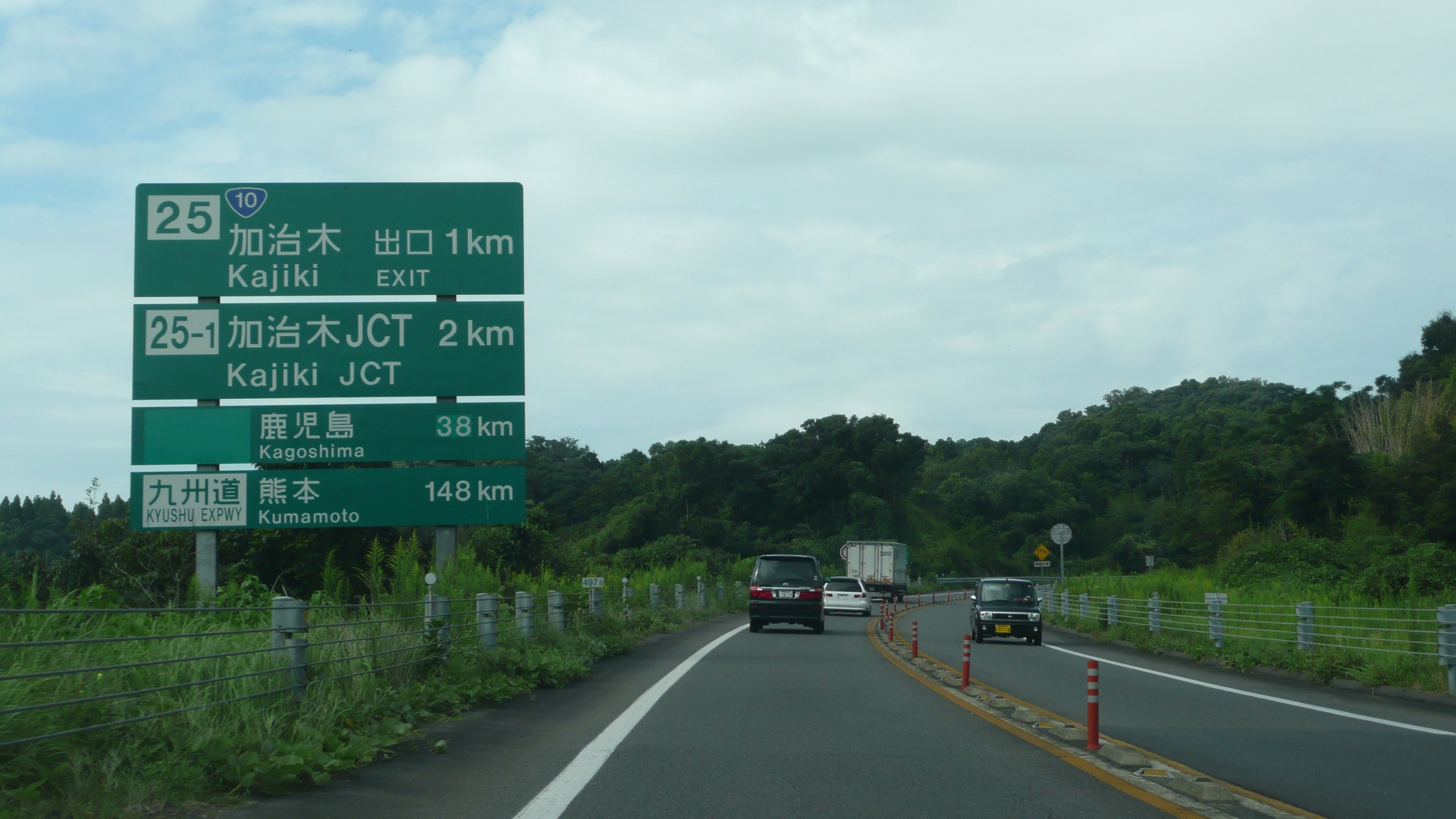
隼人西IC - 加治木IC間、対面通行（暫定2車線）。2007年撮影（鹿児島県霧島市、鹿児島方面）

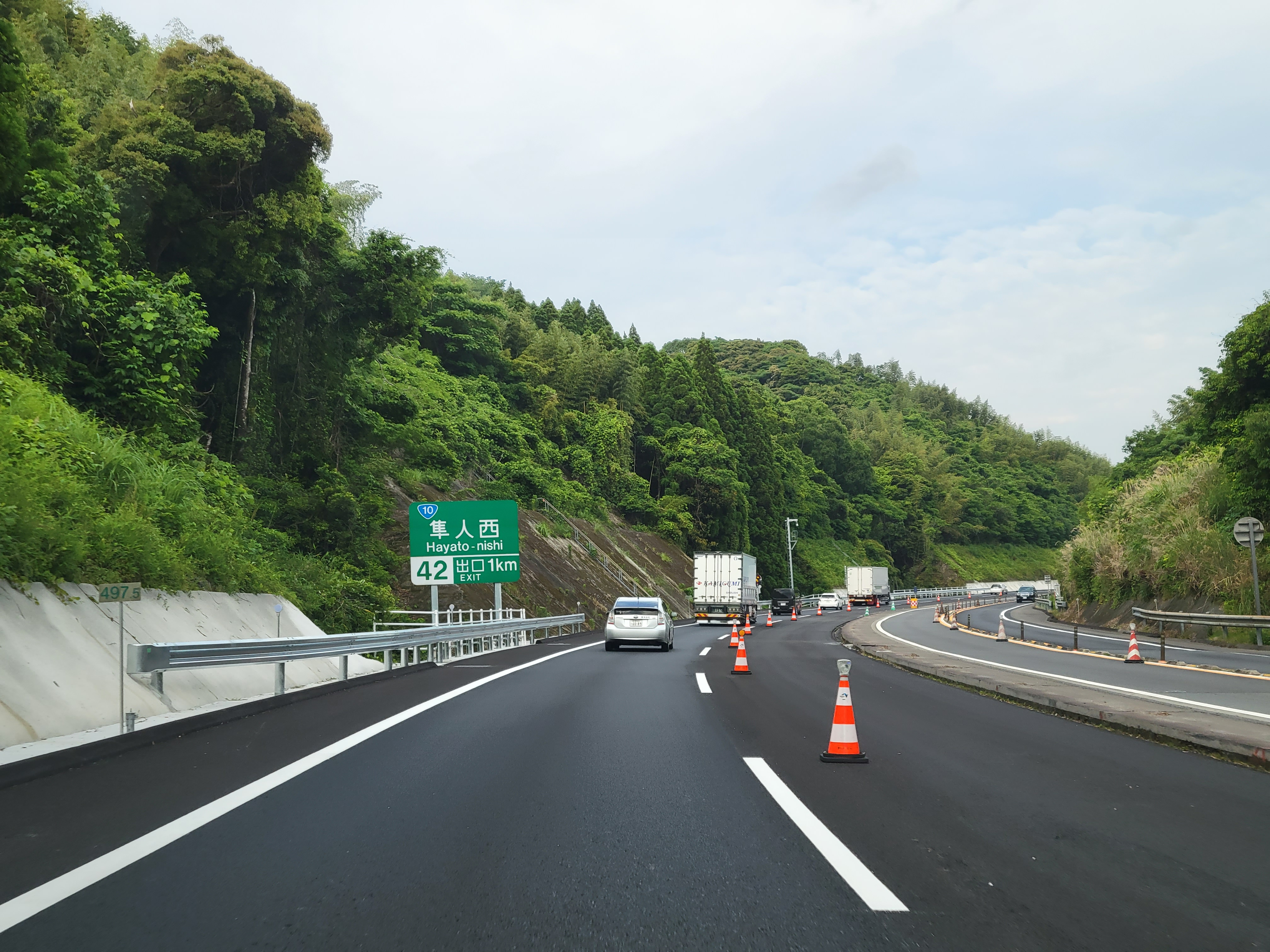
隼人西IC - 加治木IC間、対面通行解消後・4車線化完了前。2022年5月撮影（鹿児島県霧島市、鹿屋方面）

元々は鹿児島県が1978年に策定した『鹿児島県総合計画』における「大隅縦貫道」（加治木 - 牧之原 - 鹿屋 - 佐多間）の一部に位置付けられていた路線でもある。後に隼人道路を含む加治木 - 鹿屋間は東九州自動車道の一部に組み込まれることになる。
- 1978年度（昭和53年度）：建設省施行区間（隼人西IC - 加治木IC間）が事業化[5][11]。
- 1986年（昭和61年）2月8日：日本道路公団施行区間（隼人東IC - 隼人西IC間）が事業化[5][11]。
- 1988年（昭和63年）：工事着手。
- 1992年（平成4年）
  - 3月8日：隼人道路開通記念イベント「加治木・隼人ハイウェイジョギング大会」を開催。3 km・5 km・15 kmの3コースがあり、3 kmと5 kmコースは隼人東ICがゴール、15 kmコースは隼人東ICを折り返し地点とする往復コース。参加者は4,055人にのぼった[12][13]。
  - 3月25日：隼人東IC - 加治木IC開通により全線開通。総事業費は257億円。当時は九州自動車道とは平面交差点（県道55号栗野加治木線）を介して接続しており（志布志ICにおける東九州道・都城志布志道路と同様）、九州道の加治木IC料金所での停車も必要だった（当時はETCサービス導入前であった）こともあり、平面交差点での渋滞を誘発していた[14]。また、当時は本線上にあった隼人西本線料金所で加治木IC - 隼人東IC間の料金を徴収していた[13]。
- 2001年（平成13年）12月19日：加治木JCT完成により九州自動車道と直結[14][15]。
- 2018年（平成30年）
  - 3月14日：隼人道路全線（隼人東IC - 加治木JCT）の4車線化の手続き着手を国土交通省が発表[16][17]。
  - 3月29日：2018年度から4車線化の事業許可を行った旨を国土交通省が発表[5][2]。
- 2022年（令和4年）
  - 4月22日：隼人西IC - 加治木IC間の対面通行が解消[18]。
  - 11月30日：隼人西IC - 加治木IC間延長3.6 kmが4車線化[19]。この時点で隼人西IC - 加治木IC間の規制速度は70 km/hのまま[1]。
- 2024年（令和6年）
  - 4月：隼人東IC - 隼人西IC間にある清水川橋の建設工事に遅延が生じたため、4車線化完了の時期を「2024年度」から「未定」へ変更[20]。清水川橋の基礎工事中に硬い岩盤が発見されたため[7]。その後、岩盤の処理法を掘削から発破へ変更し工事完了のめどが着いたため、同年12月に4車線化完了の時期を「2025年夏ごろ」へ再度変更した[7]。
  - 11月8日：隼人東IC - 隼人西IC間のうち、野久美田トンネルと清水川橋以外の区間の対面通行が解消[21]。
- 2025年（令和7年）6月15日：隼人東IC - 隼人西IC間延長3.7 kmが4車線化[1][8]。全区間の規制速度を80 km/hに引き上げ[1]。

## インターチェンジなど
- 全区間鹿児島県内に所在。
- IC番号欄の背景色が■である部分は道路が供用済みの区間を示している。
- 路線名の特記がないものは市道。
- BSのうち、○/●は運用中、◆は休止中の施設。無印はBSなし。
- 距離は北九州JCT（東九州自動車道の起点）から[要検証 – ノート]の距離。

| IC 番号                           | 施設名    | 接続路線名                                      | 起点から (km) | BS | 備考 | 所在地 | 所在地 |
| --------------------------------- | --------- | ----------------------------------------------- | ------------- | -- | ---- | ------ | ------ |
| E78 東九州自動車道 鹿屋・宮崎方面 |           |                                                 |               |    |      |        |        |
| 41                                | 隼人東IC  | 県道58号隼人港線                                | 492           |    |      | 霧島市 |        |
| 42                                | 隼人西IC  | 県道471号北永野田小浜線                         | 496           |    |      | 霧島市 |        |
| 25                                | 加治木IC  | 県道55号栗野加治木線 国道10号（加治木バイパス） | 499           |    |      | 姶良市 |        |
| 25-1                              | 加治木JCT | E3 九州自動車道                                 | 500           | -  |      | 姶良市 |        |

## 通過市町村
- 鹿児島県
  - 霧島市 - 姶良市

## 道路管理者
- 西日本高速道路九州支社
  - 鹿児島高速道路事務所 : 隼人東IC - 加治木IC・JCT